# Тимофій
Тимофі́й (дав.-гр. Τιμόθεος — «шанувати бога») — християнське чоловіче ім'я.
Українські народні форми — Тиміш, Тимко. Зменшені форми — Тиміш, Тимко, Тимонько, Тимочко, Тимцьо, Тимось, Тимусь, Тимуха, Тимошко.
У деяких країнах має й жіночу форму (італ. і ісп. Timotea).

## Походження
Грецьке ім'я Τιμόθεος утворене від τιμάω («шанувати») + θεός («Бог»).

## Іменини
29 травня.

## Відомі носії
- Святий Тимофій
- Святий Тимотей Символьський
- Тимофій Щербацький
- Шретер Тимофій
- Тимофій Бордуляк
- Тимофій Петрович
- Строкач Тимофій Амвросійович
- Щуровський Тимофій
- Смілівський Тимофій
- Страхов Тимофій Данилович
- Тимофій Хмельницький (1632—1654) — український військовий діяч, син Богдана Хмельницького
- Флоринський Тимофій
- Білоградський Тимофій
- Левчук Тимофій Васильович
- Симонович Тимофій
- Таранець Тимофій
- Орендаренко Тимофій
- Чернігівець Тимофій
- Лубенець Тимофій Григорович